# Нейропсихоанализ
Нейропсихоана́лиз — междисциплинарное направление на стыке нейробиологии и психоанализа, которое исследует нейробиологические основы человеческого поведения и опыта, связывая мозговую деятельность с психоаналитической моделью сознания.
Нейропсихоанализ является одной из важнейших «рамок» понимания и интеграции различных психоаналитических и психотерапевтических теорий и техник, дополнительно обогащая практику психодинамически-ориентированных психотерапевтов дополнительными клиническими инструментами. По мнению автора, нейропсихоанализ направлен на то, чтобы вывести область, которая часто рассматривается как относящаяся скорее к гуманитарным, чем к естественным наукам, в научную сферу под эгидой нейробиологии.

## История
В 1999 году термин «нейропсихоанализ» был впервые использован южноафриканским нейропсихологом и психоаналитиком Марком Солмсом в новом журнале с одноимённым названием. Основой подхода Солмса стали достижения в нейробиологии, которые привели к открытию важных аспектов в области психоанализа. Солмс исследовал специфические психодинамические изменения у своих пациентов, которые имели патологические изменения в различных областях головного мозга. Эти исследования позволили ему связать психодинамические механизмы с конкретными областями мозга. 
По мнению критиков подхода Солмса, слишком большой акцент на нейробиологии может подорвать значимость психоананалитического подхода к исследованию психической сферы человека. Также отмечается качественный и субъективный характер психоанализа, который может не согласовываться с количественной и объективной природой нейробиологических исследований.
Однако, несмотря на всестороннюю критику, сторонники нейропсихоанализа считают важным тот факт, что основатель психоанализа Зигмунд Фрейд начинал свою карьеру неврологом и утверждал, что психодинамические эффекты сознания неразрывно связаны с нейронной активностью мозга. Научный прогресс в сфере нейробиологии привёл к разностороннему изучению множества когнитивных явлений. Именно поэтому сторонники нейропсихоанализа указывают на необходимость наблюдения как за субъективным мышлением, так и за эмпирическими нейробиологическими данными, так как это служит большему пониманию и эффективности клинических методов. Также отмечается, что нейропсихоанализ дает возможность критически переосмыслить классический психоанализ, освобождая последний от либидо-детерминированности, но сохраняя динамическое понимание многообразия проявлений психики человека. 